# Emil Staiger
Emil Staiger (8. února 1908 Kreuzlingen – 28. dubna 1987 Horgen) byl švýcarský germanista, profesor na univerzitě v Curychu.
Patří k významným představitelům směru literární teorie zvaného werkimanentní interpretace (werkimmanente Interpretation). Překládal také ze staré řečtiny.

## Publikace
- Seznam děl v Souborném katalogu ČR, jejichž autorem nebo tématem je Emil Staiger
- Základní pojmy poetiky (Grundbegriffe der Poetik, 1946, česky 1969 v překladu Miloše Černého a Otakara Veselého)
- Poetika, Interpretace, Styl (2008) výbor z díla, obsahuje autorovy programové studie a články, překlad Miloš Černý, Ivan Chvatík, Michael Špirit, Marek Vajchr a Otakar Veselý

## Ocenění
- 1966 – Cena Sigmunda Freuda za vědeckou prózu